# Aotus brumbacki
El mico de noche llanero (Aotus brumbacki) es una especie de primate platirrino del género Aotus endémico en Colombia y Venezuela,Fue descrito por Hershkovitz en 1983, como especie diferente a Aotus lemurinus. Por un tiempo se le consideró una subespecie de A. lemurinus, pero recientemente basándose en evidencia cariotípica volvió a considerarse una especie distinta.

## Distribución y hábitat
Aotus brumbacki es una especie que habita en altitudes bajas en Colombia en los Llanos Orientales. También se encuentra en una pequeña parte del estado Apure, Venezuela. Su rango al occidente se extiende desde el piedemonte de la Cordillera Oriental entre los ríos Arauca al norte y Guaviare al sur. Su presencia hacia el oriente de los llanos colombianos no se ha establecido. Se encuentra principalmente en bosques densos de dosel cerrado y bosques de galería.

## Comportamiento
Son animales de hábitos nocturnos, siendo principalmente activos en noches de luna llena. En el día se refugian principalmente en huecos de árboles para descansar. Son monógamos que se congregan en grupos de entre 3 y cinco ejemplares. Los grupos tienen territorios relativamente pequeños que abarcan 17,5 ha. Un estudio evidenció que el principal componente de la dieta son los frutos (59%), seguido en menor proporción de artrópodos (28%) y flores (13%). Las especies de plantas consumidas pertenecían a las familias Arecaceae, Bombacaceae, Burseraceae y Crecropiaceae.

## Conservación
En la Lista Roja de la UICN se considera como especie vulnerable debido a que se calcula una pérdida de hábitat del 30% en su área de distribución. Los bosques en los cuales habitan se están talando aceleradamente para destinarlos a la ganadería extensiva y cultivos ilícitos de cocaína.